# Гштайгвілер
Гштайгвілер (нім. Gsteigwiler) — громада  в Швейцарії в кантоні Берн, адміністративний округ Інтерлакен-Обергаслі.

## Географія
Громада розташована на відстані близько 50 км на південний схід від Берна.
Гштайгвілер має площу 7 км², з яких на 4,6% дозволяється будівництво (житлове та будівництво доріг), 22,5% використовуються в сільськогосподарських цілях, 65% зайнято лісами, 8% не є продуктивними (річки, льодовики або гори).

## Демографія
2019 року в громаді мешкало 402 особи (-5,4% порівняно з 2010 роком), іноземців було 10,2%. Густота населення становила 57 осіб/км².
За віковим діапазоном населення розподілялося таким чином: 17,4% — особи молодші 20 років, 61,4% — особи у віці 20—64 років, 21,1% — особи у віці 65 років та старші. Було 196 помешкань (у середньому 2 особи в помешканні).
Із загальної кількості 137 працюючих 25 було зайнятих в первинному секторі, 11 — в обробній промисловості, 101 — в галузі послуг.